# Willem Eijmers
Willem Eijmers  ('s-Gravenhage, 15 december 1885 – Arnhem, 15 september 1932) was een Nederlands politicus en voetbalscheidsrechter die twaalfmaal een internationale wedstrijd floot.
Eijmers was werkzaam als referendaris bij het ministerie van financiën en was bijna vijf jaar lid van de gemeenteraad in Den Haag namens de Vrijheidsbond. Hij werd benoemd tot officier in de Orde van Oranje-Nassau. Eijmers overleed in het Diaconessenhuis in Arnhem aan de gevolgen van een auto-ongeluk.

## Interlands
| Datum            | Plaats                 | Wedstrijd                      | Uitslag | Competitie        | Kreeg geel | Kreeg voor de tweede keer geel en dus rood | Weggestuurd |
| ---------------- | ---------------------- | ------------------------------ | ------- | ----------------- | ---------- | ------------------------------------------ | ----------- |
| 2 november 1913  | Verviers, België       | België – Zwitserland           | 2 – 0   | Vriendschappelijk | 0          | 0                                          | 0.          |
| 6 juni 1920      | Stockholm, Zweden      | Zweden – Zwitserland           | 2 – 0   | Vriendschappelijk | 0          | 0                                          | 0           |
| 28 augustus 1920 | Kopenhagen, Denemarken | Denemarken – Spanje            | 0 – 1   | Eindronde OS 1920 | 0          | 0                                          | 0           |
| 5 mei 1921       | Dresden, Duitsland     | Duitsland – Oostenrijk         | 3 – 3   | Vriendschappelijk | 0          | 0                                          | 0           |
| 11 juni 1922     | Kopenhagen, Denemarken | Denemarken – Tsjecho-Slowakije | 0 – 3   | Vriendschappelijk | 0          | 0                                          | 0           |
| 1 oktober 1922   | Kopenhagen, Denemarken | Denemarken – Zweden            | 1 – 2   | Vriendschappelijk | 0          | 0                                          | 0           |
| 17 mei 1924      | Parijs, Frankrijk      | Frankrijk – Engeland           | 1 – 3   | Vriendschappelijk | 0          | 0                                          | 0.          |
| 2 januari 1927   | Luik, België           | België – Tsjecho-Slowakije     | 2 – 3   | Vriendschappelijk | 0          | 0                                          | 0           |
| 3 maart 1927     | Brussel, België        | België – Zweden                | 2 – 1   | Vriendschappelijk | 0          | 0                                          | 0           |
| 28 mei 1928      | Amsterdam, Nederland   | Duitsland – Zwitserland        | 4 – 0   | Eindronde OS 1928 | 0          | 0                                          | 0           |
| 6 juni 1928      | Amsterdam, Nederland   | Italië – Uruguay               | 2 – 3   | Eindronde OS 1928 | 0          | 0                                          | 0           |
| 1 juni 1930      | Boedapest, Hongarije   | Hongarije – Oostenrijk         | 2 – 1   | Vriendschappelijk | 0          | 0                                          | 0           |

Bijgewerkt t/m 27 januari 2014